# Diana Silva (futbolista)
Diana Micaela Abreu de Sousa e Silva (Amadora, 4 de junio de 1995), más conocida como Diana Silva, es una futbolista portuguesa. Juega como delantera en el Sporting de Lisboa del Campeonato Nacional de Portugal. Es internacional con la selección de Portugal.

## Trayectoria
Silva fue una apasionada del fútbol desde muy pequeña, comenzando a jugar desde los seis años. A los 13 años se trasladó al Atlético Ouriense donde inicialmente formó parte del del equipo juvenil masculino ya que en ese momento el club aún no tenía una cantera exclusivamente femenina. Pronto se ganaría un puesto en el equipo mayor y llevaría al Ouriense a conquistar dos títulos nacionales y una copa de Portugal. Gracias a estos resultados Silva tiene la oportunidad de debutar en la escena internacional, un partido perdido ante el FC Zürich en la primera fase de clasificación para la edición 2013-14 de la Liga de Campeones de la UEFA.
Silva luego dejó el club para unirse al Clube de Albergaria.
En 2016, tras la decisión del Sporting de Lisboa de refundar un equipo de fútbol femenino luego de 21 años de suspensión en la liga portuguesa, Silva fue una de las primeras en incorporarse a la nueva causa del club lisboeta. En su primera temporada alternó la actividad deportiva con los estudios universitarios, licenciándose en ciencias farmacéuticas por la Universidad de Lisboa y celebrando con sus compañeras la conquista del Campeonato de Portugal al final de la temporada 2016-17, la primera para el club.

## Carrera internacional
Silva jugó para la selección sub-19 de su país durante el Campeonato Europeo Sub-19 de la UEFA. Debutó con la selección mayor de Portugal en marzo de 2014. En 2017, fue seleccionada como parte del equipo de debut de Portugal en la Eurocopa Femenina 2017. Durante el torneo, recibió elogios por su actuación contra Escocia. También jugó en el último partido del grupo de Portugal contra Inglaterra, sin embargo, Portugal perdió 2-1 y fue eliminada. El 30 de mayo de 2023, fue incluida en el equipo de 23 jugadoras para la Copa Mundial de 2023.

## Clubes
| Club                | País       | Año             |
| ------------------- | ---------- | --------------- |
| Atlético Ouriense   | Portugal   | 2009 - 2015     |
| Clube de Albergaria | Portugal   | 2015 - 2016     |
| Sporting de Lisboa  | Portugal   | 2016 - 2020     |
| Aston Villa         | Inglaterra | 2020 - 2021     |
| Sporting de Lisboa  | Portugal   | 2021 - presente |

## Palmarés

### Títulos nacionales
| Título                       | Club               | País     | Año     |
| ---------------------------- | ------------------ | -------- | ------- |
| Segunda División de Portugal | Atlético Ouriense  | Portugal | 2011-12 |
| Campeonato Nacional          | Atlético Ouriense  | Portugal | 2012-13 |
| Campeonato Nacional          | Atlético Ouriense  | Portugal | 2013-14 |
| Copa de Portugal             | Atlético Ouriense  | Portugal | 2013-14 |
| Campeonato Nacional          | Sporting de Lisboa | Portugal | 2016-17 |
| Copa de Portugal             | Sporting de Lisboa | Portugal | 2016-17 |
| Supercopa de Portugal        | Sporting de Lisboa | Portugal | 2017    |
| Campeonato Nacional          | Sporting de Lisboa | Portugal | 2017-18 |
| Copa de Portugal             | Sporting de Lisboa | Portugal | 2017-18 |